# بحر أزرق عميق (فلم)
بحر ازرق عميق فيلم خيال علمي-إثارة من بطولة توماس جين، سافرون بوروز، ال ال كول جي وصامويل جاكسون. الفيلم من إخراج ريني هارلن وتم عرضه في الولايات المتحدة سنة 1999.

## الحبكة
يقوم فريق من العلماء في اكواتيكا، التي كانت مؤسسة لتزويد الغواصات بالوقود سابقاً، بالبحث عن علاج لداء ألزهايمر. تقوم عالمة منهم، د. سوزان مكالستير (سافرون بوروز)، بخرق القوانين عندما تقوم بهندسة وراثية على ثلاثة قروش ماكو، بهدف زيادة قدرتها العقلية وبالتالي نزع عينة كعلاج لداء ألزهايمر. لسوء الحظ، يزداد ذكاء القروش وسرعتها وتصبح خطيرة أكثر. يتعرى الشك والتوتر الممولون الذين يمولون أكواتيكا مادياً، وبالتالي يقوموا بإرسال مدير منهم، راسيل فرانكلين (صامويل جاكسون)، لزيارة المؤسسة.
من اجل الإثبات ان البحث يستحق العناء، يقوم فريق العلماء بإزالة نسيج دماغي من أكبر قرش، وهي انثى. ولكن بعد سلسلة من الحوادث، تتمكن القروش من الهروب وغمر البنية الداخلية بالمياه، الأمر الذي يجعلها قادرة على ملاحقة جميع أفراد فريق العلماء المتواجدون بالداخل. يحاول فريق العلماء الهروب من المؤسسة قبل أن يغرقوا أو قبل ان تقتلهم القروش، كما ويحاولوا منع القروش من الهروب من المؤسسة للبحر. يُقتل اثنين من القروش عند صعود الفريق للسطح. ولكن يموت الفريق واحد تلو الآخر حتى يتبقى في النهاية الطاهي والواعظ الذي يدعى بريتشر (ال ال كول جي)، مكالستير، وكارتر بلايك (توماس جين). يكتشف هؤلاء ان القروش لم تكن تحاول قتلهم فحسب، بل كانت تقودهم أيضاً إلى ملئ وغمر المؤسسة بالماء من اجل ان تتمكن القروش نفسها من الهروب إلى البحر. تقوم مكالستير بتضحية نفسها في محاولة لتلهي القرش الأخير، وهي الأنثى الكبيرة، من اجل ان يتمكن بريتشر وكارتر من تفجيرها. ينتظر الأخيران المساعدة وينتهي الفيلم باقتراب قارب نحوهم.

## طاقم الممثلين
- توماس جين - كارتر بلايك
- سافرون بوروز - د. سوزان مكالستر
- صامويل جاكسون - راسيل فرانكلين
- ال ال كول جي - بريتشر
- ستيلان سكارسغارد - د. جيم ويتلوك
- جاكلين ماكينزي - جانيس «جان» هيجنز
- مايكل رابابورت - توم سكوغينس
- عايدة تورتورو - بريندا كيرنز

## التقييم
حصل الفيلم على تقييم متوسط من النقاد. اعطى موقع الطماطم الفاسدة الفيلم على تقييم 57%. منحت مجلة امباير الفيلم 3 نجوم من 5.

## الإيرادات المالية
جمع الفيلم $164,648,142 مقابل ميزانيته المقدرة ب$60,000,000.